# 赤信号での右左折

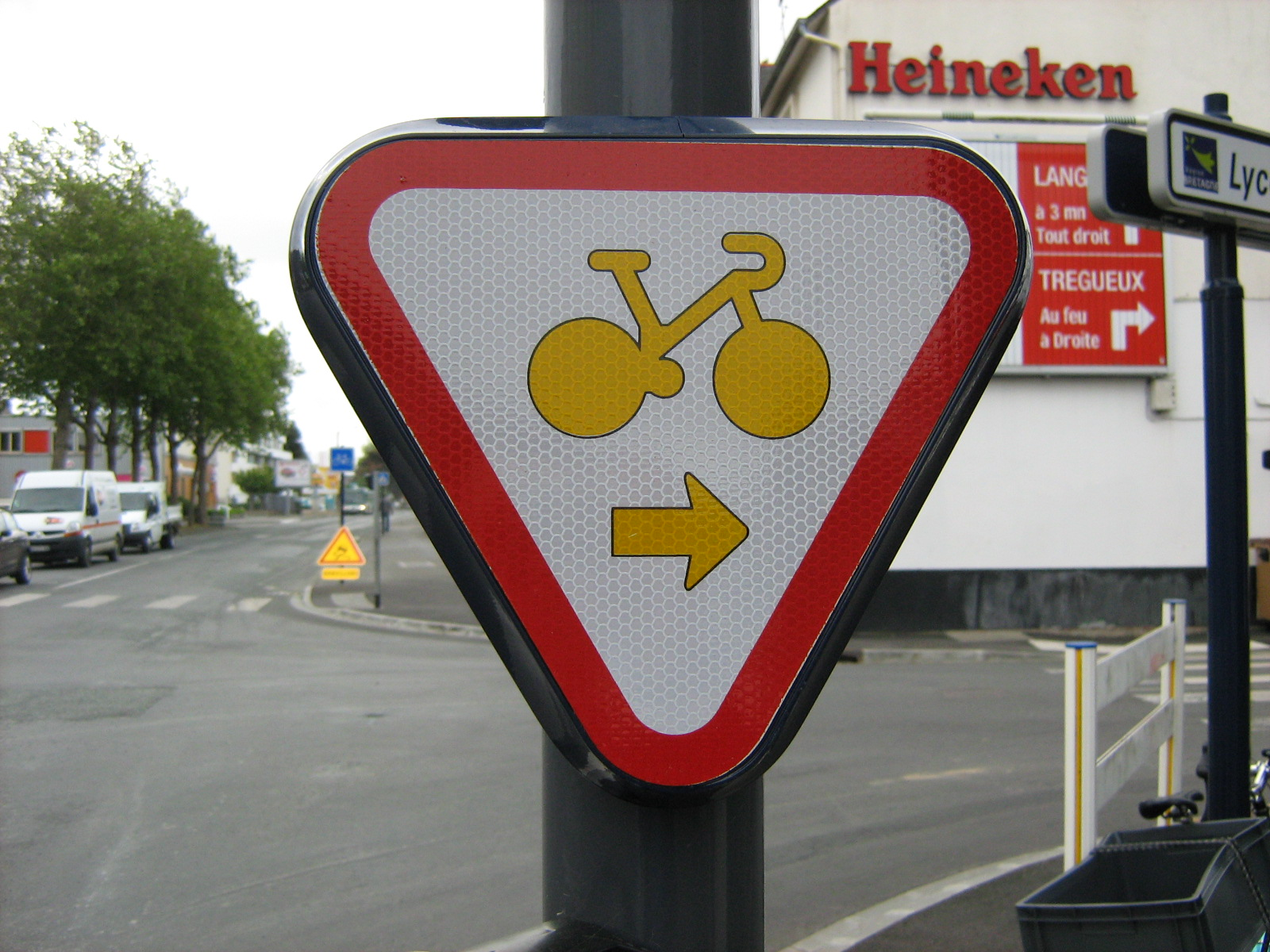
赤信号で右折する時には前方道路を優先することを示すフランスの自転車向けの標識

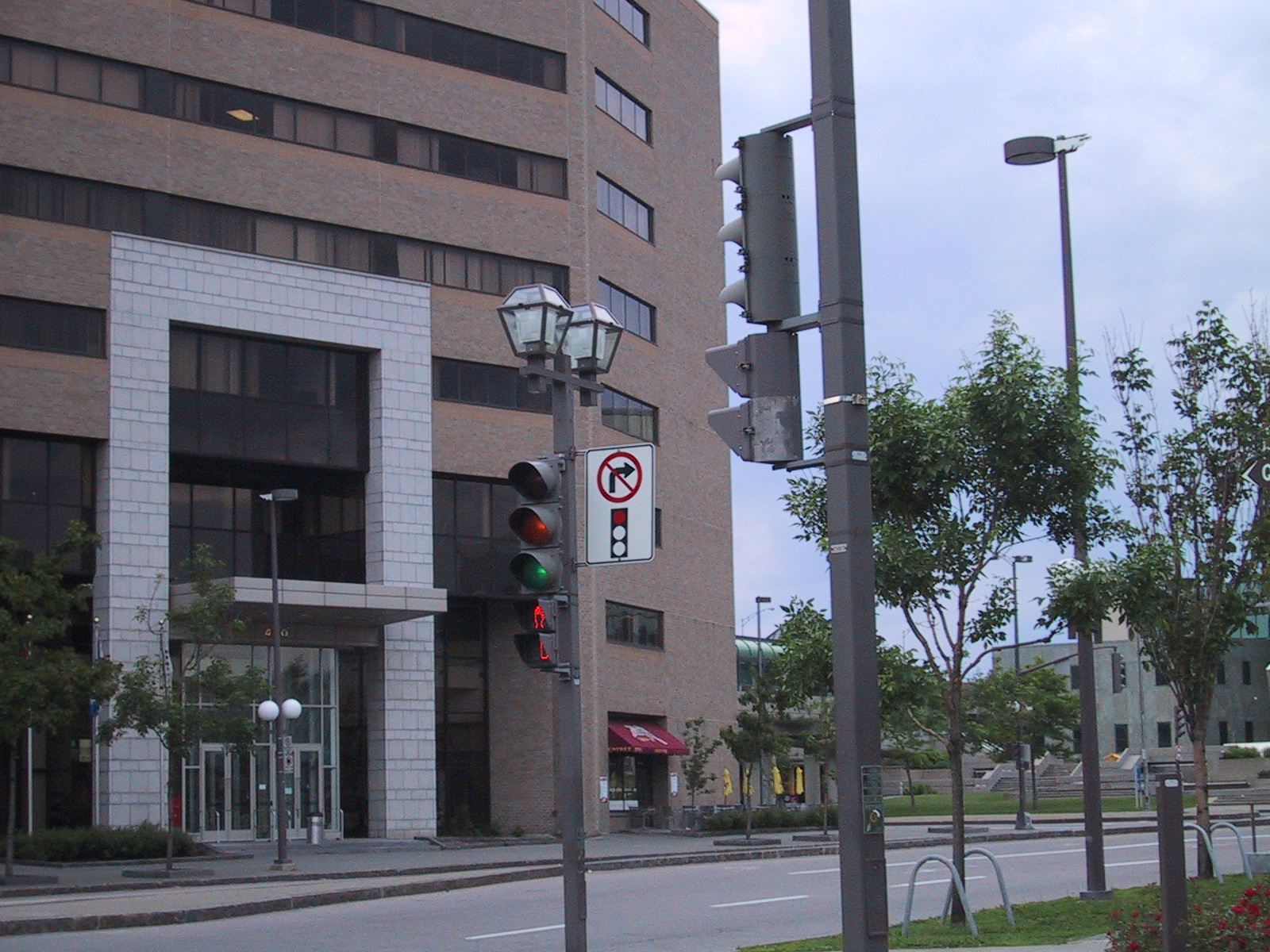
ケベック・シティーの"赤信号での右折禁止"標識

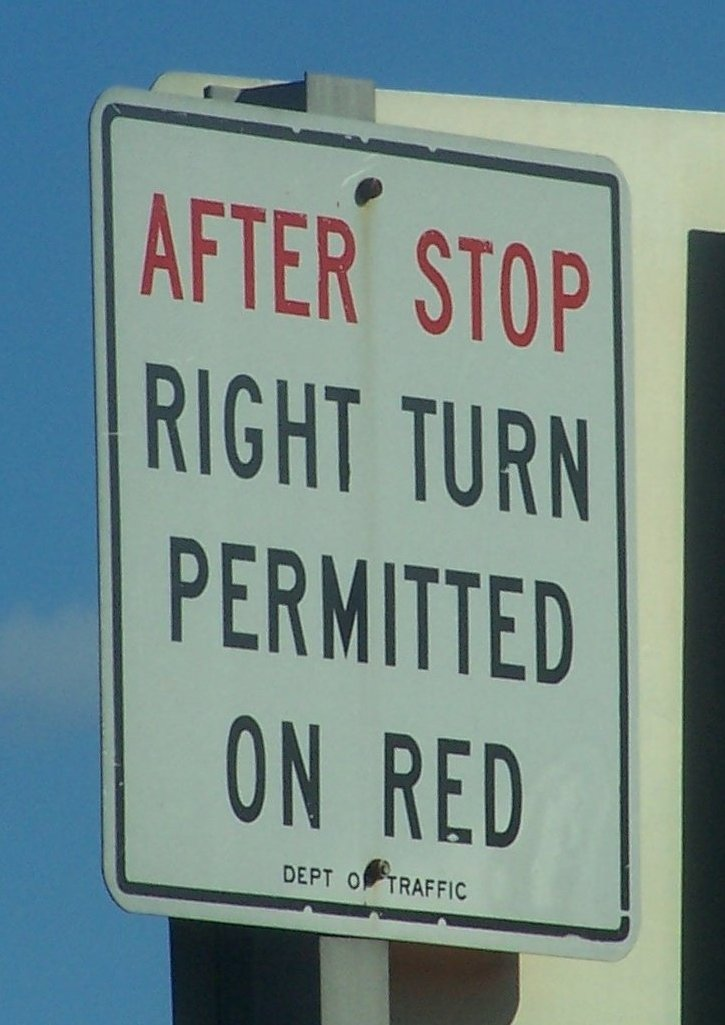
ニューヨーク市で、"赤信号での右折"を許可する標識

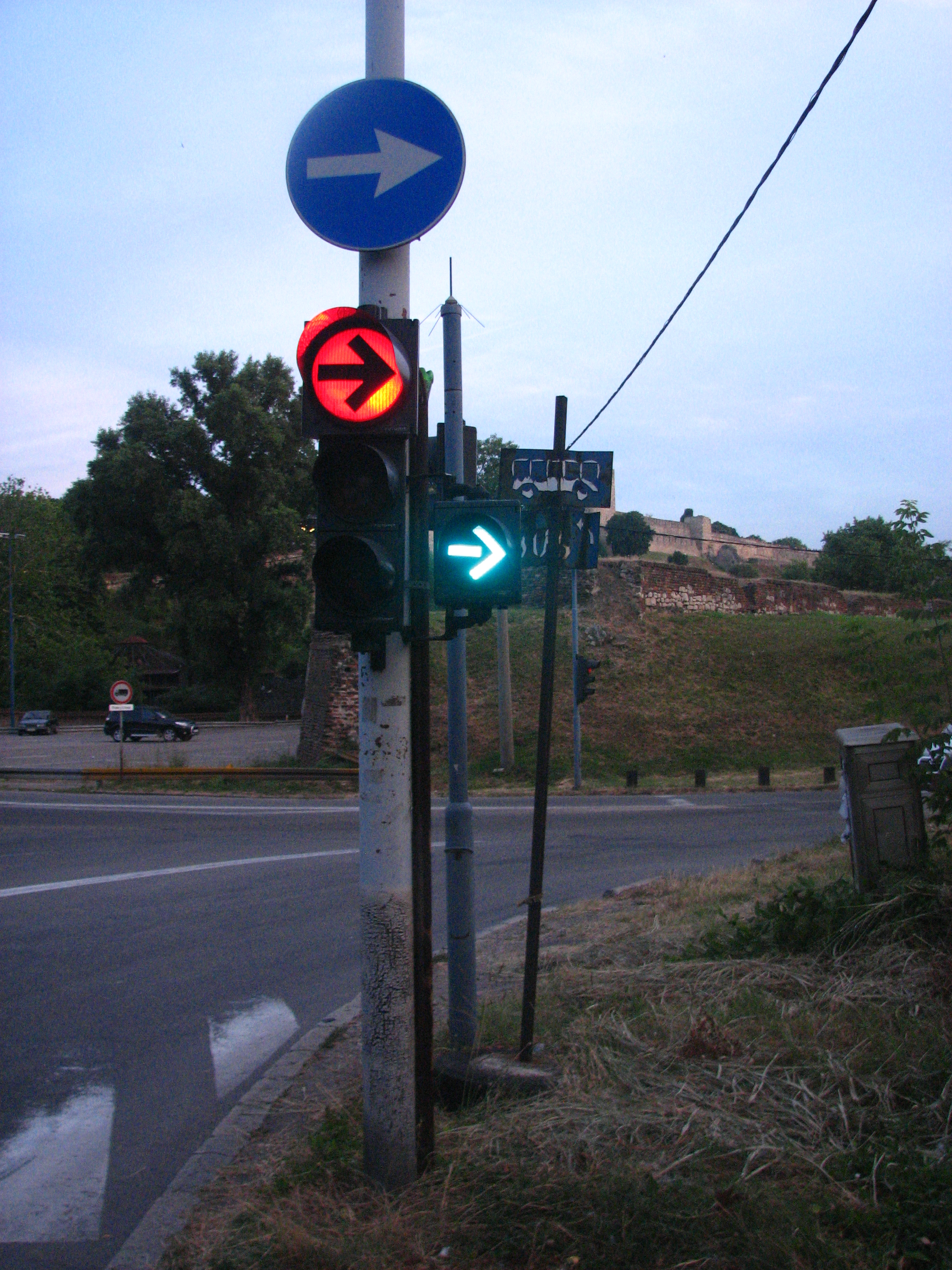
ベオグラードの"赤信号での右折"信号

赤信号での右左折（あかしんごうでのうさせつ）とは、交差点において対応する信号機が赤色（停止の意味）の時に、（管轄によるが、多くの場合には、一時停止の後）安全を確認出来ている場合には、信号が緑色（進行可の意味）に変わるのを待たずに、右左折進行することを許可する交通規則である。北米の交通技術者が最初にこの規則を省エネ対策として導入したが、車両同士または車両と歩行者の衝突事故を増加させるという研究も報告されている。

## 右左折

### 赤信号での右折
もっとも単純なものは、右側通行の国もしくは地域での"赤信号での右折"、左側通行の国もしくは地域での"赤信号での左折"である。以降は、特に記載がない場合には右側通行の事例を記述する。
右折時に確認すべき横断歩道は、自車（交差点手前で停止している時点での）のすぐ前のものと、右折後の横断歩道の2箇所のみであり、一般的な信号機パターンであれば、そのどちらかの横断歩道に対する信号機は赤信号である。また、確認すべき車両の流れは、交差する道路に進入する車両である。
一方、左折もしくは直進する場合には、2箇所の横断歩道と、複数の方向に移動する車両の流れを確認する必要がある。
赤信号で右折する時には、一般的には、左方から進行してくる車両の進行、横断する歩行者を優先させなければならない。幹線道走行中に、右にある脇道との丁字路を右折する時には、左に道がないため、脇道を横断する歩行者にのみ道を譲れば良い。時として、対向車線に優先左折があり、対向する左折車両を優先させねばならないことがある。どの場合においても、赤信号で右折する車両は、1つの車両の流れ（左方からの直進もしくは対向車の左折）および1つ以下の横断歩道を優先させねばならない。
赤信号での右折を許可する多くの地域では、右折車線が複数ある場合にはすべての右折車線からの赤信号での右折を許可している。
交差点によっては、赤信号での右折が安全ではないことがある。たとえば、道路の右側に鉄道が並走しており、右折後すぐ踏切がある時には、交差点信号は踏切の信号と同期している場合がある。赤信号での右折が一般的に許可されている地域では、赤信号での右折が許可されない場所にはその旨を示す標識が掲示されている。

### 赤信号での左折
もう一つは赤信号での左折である。前述のように、ここでは右側通行の国・地域での左折を指しており、左側通行の場合には右折を意味する。これは通常、一方通行の道路に左折進入する状況に限定される。多くの地域では、走行中の道路も一方通行であるという制限もつけている。
しかし、赤信号での右折が、赤信号での一方通行道路への左折と同等ではあるものの、北米以外の国・地域では通常は赤信号での左折は許可されていない。北米でさえ、双方向通行道路から一方通行道路への赤信号での左折を許可する地域はほとんどない。
非常に稀な事例として、双方向通行道路から双方向通行道路への赤信号での左折が許可されていることがある。しかし、これは交通量が著しく少ないことが理由であり、道路構造上右左折を同等に扱っているわけではない。

#### 一方通行道路から一方通行道路への左折
一方通行道路から一方通行道路への左折は道路構造上右折と同等といえる。
北米のほとんどの場所では、この種の左折は通常許可されている。北米以外のほとんどの場所では、この種の左折は許可されていない。

#### 双方向通行道路から一方通行道路への左折
理由付けは明らかではないが、双方向通行道路から一方通行道路への赤信号での左折は、赤信号での右折と同等の難しさであると言われている。
ブリティッシュコロンビア州・アラスカ州・アイダホ州・ミシガン州・オレゴン州・ワシントン州のみがこの種類の赤信号での左折を一般的に許可している。

## 国・地域ごとの状況

### 北米
北米の多くの地域では、赤信号での右折が許可されている。アメリカ合衆国においては、西部の州では50年以上にわたり許可されており、東部の州では1973年のガソリン不足への対応策として1970年代に交通規則を修正している。1975年のエネルギー政策および保全法の第362条(c)(5)項には、州が義務付けられた保全プログラムの開発において連邦政府の支援を受けるためには、州は赤信号での右折を許可しなければならないと記載されている。1980年以降は、全50州、ワシントンD.C.、グアム、プエルトリコでは、標識で禁止されている場所もしくは右折専用信号で制御されている場所以外は赤信号での右折が許可されている。最後まで赤信号での右折を禁止していたマサチューセッツ州は、1980年1月1日にこの禁止を終了した。ニューヨーク市のように、標識で許可されていないときには赤信号での右折を禁止している事例は非常に稀である。

ニューヨーク州、バージニア州、ノースカロライナ州、ネブラスカ州、カリフォルニア州では、赤色の矢印信号が点灯している時は右折は許可されない。
Uターンが許可されている交差点で、最も左の車線からのUターンがUターン専用信号で制御されている場合には、赤信号での右折により同じ道路に進入する車両はUターンする車両を優先させなければならない。ペンシルベニア州のみは例外であり、Uターン車両はその他の規則に従ったすべての走行車両に道を譲らねばならない。つまり、赤信号での右折車両の方がUターン車両より優先される。同様の形態でUターンが禁止されている交差点では、緑の矢印信号が右折のために表示される場合がある。この場合には、車両は他の流れの車両もしくは歩行者を優先させることなく右折することが許される。カリフォルニア州のようにいくつかの州では、この右折矢印信号がある場合には、右折先の道路から交差点に入る向きはUターン禁止となっている。
ドミニカ共和国に代表される多くのカリブ海諸国では、禁止標識がなければ赤信号での右折は許可されている。危険物搭載車およびスクールバスのようないくつかの車両は、赤信号での右折は許可されず、緑信号もしくは緑の矢印信号を待たなければならない。
1982年から1992年の間、米国では、赤信号での右折が可能な場所での右折車両が関係する重大事故が、平均して年間約84件発生した。1992年の時点で、赤信号での右折は、合衆国法典 第42編 第6322条 c項(5)により連邦政府により決定されている。
ニューヨーク市では、標識により許可されていない限り、赤信号での右左折は禁止されている。

カナダで使われている"赤信号での右折禁止"標識

モントリオール島の入り口に掲示されている"赤信号での右折禁止"標識

カナダでは、標識で規定されていなければ、一旦停止後に赤信号での右折が許可されている。ケベック州では、2003年に実施された調査により赤信号での右折が交通事故を著しく増加させないことが示されるまでは、赤信号での右折は違法であった。この調査結果を受けて、現在はケベック州でも標識により禁止されている場所以外は赤信号での右折は許可されている。しかし、ニューヨーク市と同様に、モントリオール島では、赤信号での右折は禁止として残されている。モントリオール島にかかるすべての橋に、島内では赤信号での右折は禁止であることを示す大きな標識が掲示され、運転者に注意喚起している。
メキシコでは、赤信号での右折の許可・不許可は国として統一されておらず、地域ごとで決められている。メキシコシティは、赤信号での右折を禁止する新たな交通法規を導入した。

#### 赤信号での左折
米国では、2018年12月時点において、38州で、一方通行道路から一方通行道路への赤信号での左折を許可している。
アラスカ州、ミシガン州、オレゴン州、ワシントン州の4州では、双方向通行道路から一方通行道路への赤信号での左折を許可している。
2018年12月時点において、以下の州・地域は赤信号での左折を禁止している: コネチカット州、メイン州、ミズーリ州、ニューハンプシャー州、ニュージャージー州、ノースカロライナ州、ロードアイランド州、サウスダコタ州（地方条例で許可されていない限り）、ワシントンD.C.、グアム。ニューヨーク市は、標識で許可されていない限り、赤信号での左折は禁止している。
カナダでは、ニューブランズウィック州、プリンスエドワードアイランド州、ケベック州の一部を除き、一方通行道路から一方通行道路への赤信号での左折は許可されている。ブリティッシュコロンビア州では、双方向通行道路から一方通行道路への赤信号での左折も許可されている。
ブリティッシュコロンビア州、アルバータ州、サスカチュワン州、マニトバ州、オンタリオ州では、左折禁止の標識は、右折禁止の標識を反転させた標識として定義している。しかし、ケベック州では、赤の斜線は右折禁止と同じ、すなわち左上から右下の直線、である。

### 中央アメリカ
コスタリカでは、赤信号での右折は一般的に許可されており、標識で禁止にすることが出来る。

### 南アメリカ

チリの"赤信号での右折"を許可する標識

チリとブラジルでは、標識により許可されている場所のみ、赤信号での右折が許可されている。ブラジルでは、2021年4月14日からこの規制が有効になっている。

パラグアイでは、都市により赤信号での右折が許可されていることがある。
アルゼンチン・コロンビア・ペルー・ウルグアイでは、赤信号での右折は許可されていない。

### ヨーロッパ

ドイツの"赤信号での右折"を許可する標識

ヨーロッパ諸国では一般的に赤信号での右折は許可されていない。しかし、赤信号と共に緑の矢印信号が点灯している場合、赤信号と共に黄信号が点滅している場合、赤信号の横に青の表示標識がある場合、などの場合には許可される。
ポーランドでは、通常の信号灯とは別の緑の矢印信号があり、それが点灯している時にのみ、一時停止ののち赤信号での右折が許可されている。同様に、赤信号での左折のための緑の矢印信号もある。
ドイツでは、信号機の横に赤信号での右折を許可する標識がある時のみ、一時停止ののち赤信号での右折が許可される。この規則は、1978年に東ドイツで導入された。1990年のドイツ統一後、この規則を排除することを計画していた西ドイツでは、"社会主義者の右折"と揶揄された 。しかし、国民の反発が排除計画に終止符を打ち、この慣行は1994年にドイツの他の地域に広がった。2002年時点で存在していた赤信号での右折が可能な交差点5千箇所の半分が旧西ドイツに存在していた。
スイスでは、2021年から、自転車と小型モペッドは特定の場所では赤信号での右折が許可されている。車両は完全に停止する必要はないが、交差車両および歩行者を優先させなければならない。この変更を導入するための試験期間の間に、この規則は人々に受け入れられ、事故はなかった。
スロベニアでは常時赤信号での右折が可能な場所には、ドイツで使われているものと同じ標識が使われている。赤信号での右折車両は他の交通を優先させなければならない。赤信号での右折を許可する緑の矢印信号をもつ交差点もある。1960年代には同じ意味をもつ異なる標識が使われてきた、ひとつは、信号灯の下に設置された小型の白い四角い標識であり、緑色の曲がった矢印を描いたものである。
ロシアでは、赤信号での右折は緑の矢印信号が点灯している時にのみ許可される。この場合でも、運転者は他の交通の流れを優先させなければならない。緑矢印信号が点灯していない時には、その矢印方向への進行は許可されない。しかし、いくつかの都市では、緑の矢印の下に"他の通行を優先させて右折してよい"と記された標識がある場合には、赤信号での右折が許可される 。

フランスの赤信号での進行許可表示付き信号

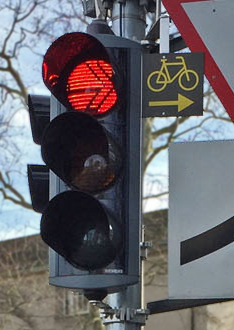
スイス バーゼルの自転車に赤信号での右折を許可する信号

オランダでは、自転車は赤信号での右折が許可される場合がある。交差点の設計は、信号は右折する自転車にも適用できるようなものであると仮定しているが、オランダではそうでないことがよくある。この場合は常に、"自転車は自由に右折可"または"自転車とモペッドは自由に右折可"の標識がある。
フランスでは、黄橙色の矢印信号が点滅している時には、赤信号で停止せずに右折することが許可されている。この場合であっても他の交通流を優先せねばならない。この信号により自転車もまた赤信号で右折することが出来る。
ベルギーでは、2012年に、自転車に対して赤信号での右折を許可する標識を交通規則に加えた。この標識は、ブリュッセル首都圏地域の交差点に設置された。
オランダと同様に、ベルギーとフランスにも自転車に対して赤信号での右折を許可する標識がある。フランスとベルギーの標識は、白地の逆三角形に赤い枠線（前方優先道路の標識）の中に黄色の自転車と矢印を表示したものである。この標識は信号灯の下に設置される。

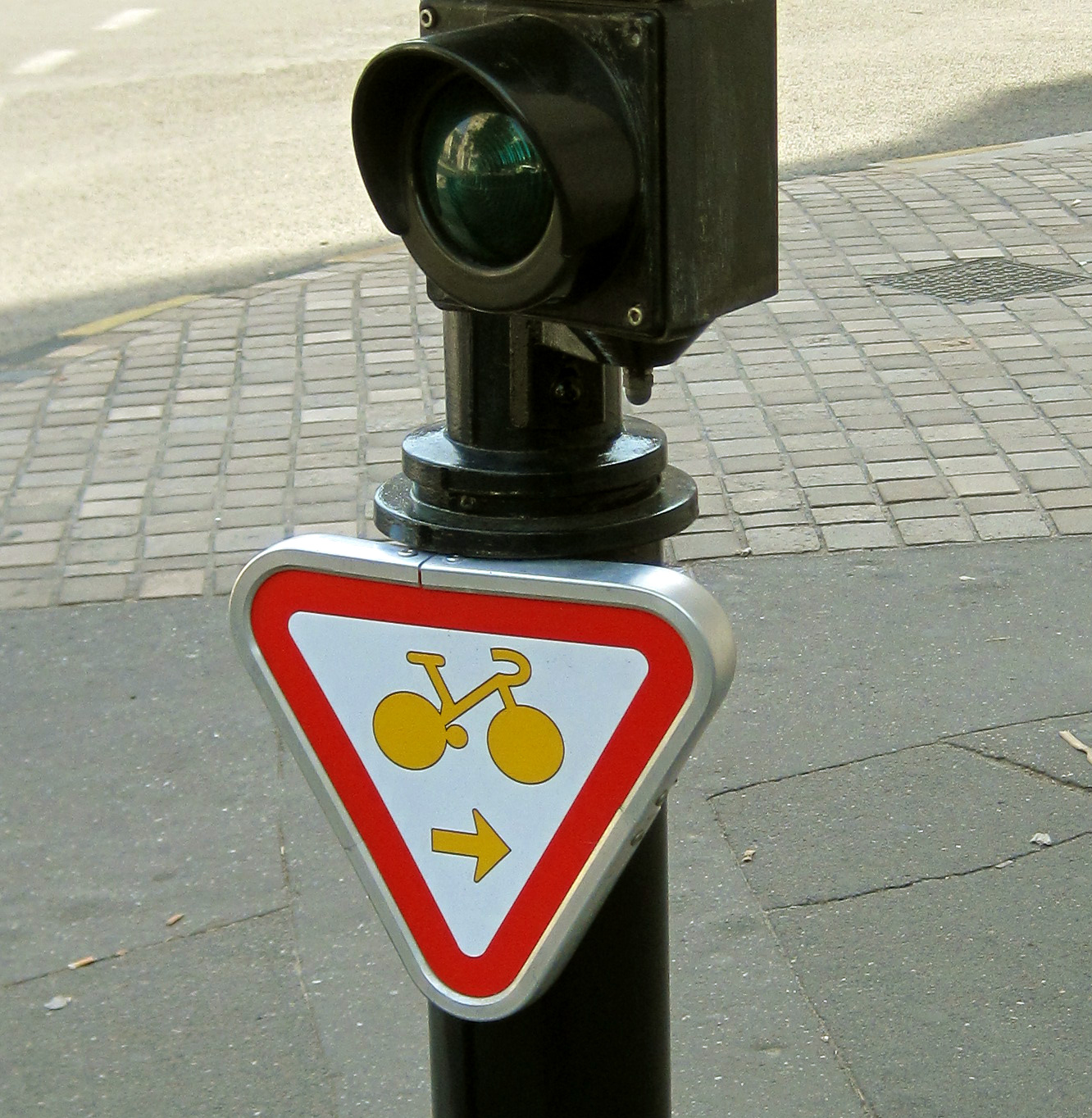
フランスとベルギーの自転車に対して赤信号での右折を許可する標識

英国は左側通行であり、赤信号での左折は禁止されている。緑色の矢印信号のある交差点では、この矢印信号が点灯している時には左折することが出来るが、この場合には他の交通の流れは常に赤信号である。他の競合しない交通の流れ側にも、独自の緑色の左矢印または右矢印信号を持つことがある。直進車線と交通島により分離された左折専用車線があり、直進側の信号とは無関係に左折できる場合がある。この場合には、前方優先道路の標識が設置されている。
アイルランドは左側通行であり、赤信号での左折は禁止されている。
リトアニアでは、白地に緑色の矢印を示した標識が赤信号の近くに設置されている場合には、赤信号での右折が許可されていた。しかし、2014年11月10日に、交通規制が改正され、上記の標識は遅くとも2019年12月31日までに廃止するということになり、2020年1月1日に廃止された。この変更は道路交通の安全のためのものであった。2014年10月に上記緑矢印標識を廃止することを告示したものの、多くの都市で準備が進められず、2020年に入ると多くの市民の怒りを買った。政府は状況を考慮して緑の矢印標識の復活を許可したが、この矢印標識は運輸リテラシー庁と調整せねばならないというものだった。当局は、道路の安全性、交通量を考慮して緑の矢印標識の設置可否を評価している。
ラトビアでは、追加の矢印信号が存在しており、その信号が点灯していれば、赤信号での右左折が許可される。主信号が赤で矢印信号が点灯している場合は、矢印信号の方向に進むことができるが、他の車および人の流れに道を譲る必要がある。主信号が緑で矢印信号も点灯している場合には、通常の交差点での交通規則に従って、どの方向にも進むことができる。主信号が緑で矢印信号が点灯していない場合には、点灯していない矢印の方向には進めない。主信号が赤で矢印信号も点灯していない場合には、進行できない。
チェコ共和国とスロバキアでは、緑の矢印信号が点灯している時のみ赤信号での右折が許可される。赤信号での右折車両は、他の交通の流れを優先させなければならない。（これは、チェコの法令 30/2001 の第70条、スロバキアの法令 9/2009 の第3g部第9条による。）
ルーマニアでは、緑の矢印と小さい緑の点滅信号がある場合にのみ、赤信号での右折が許可されている。赤信号での右折車は、他の車・人の流れを優先させなければならない。一方通行の交差点では、同じ形式で赤信号での左折が適用されていることがある。
ブルガリアでは、赤信号での右折は禁止されている。
スペインでは、黄橙色の点滅信号があるか、もしくは緑の矢印信号が点灯している場合には、赤信号での右折が許可される。黄橙色の点滅信号の場合には、他の車や人の流れを優先させなければならないが、緑の矢印信号の場合には、赤信号での右折車両が優先される。通常の信号しかない場合には、赤信号での右折は許可されない。
アイスランドでは、交差点に"Hægri Kveiktu á Rauðum"（赤で右折）という標識がある時のみ、赤信号での右折が許可される。運転者は、信号で一旦停止し、他の交通の流れを優先させなければならない。

### アジア

シンガポールの"赤信号での右折"を許可する標識

香港は左側通行であり、赤信号での左折は禁止されている。ただし、一部の交差点で、左折用の個別信号がある場合や、交通島によって直進車線と分離された左折専用車線があり、前方優先道路標識が設置されている場合がある。このような事例としては"Queen's Road East"と"Morrison Hill Road"の交差点がある。
中国では、右向きの赤い矢印があるか、または他の方法で示されていない限り、通常は赤信号での右折は許可されている。交差する道路が左側にあるT字路で赤信号で直進することは、この直進が他の交通に干渉しないという条件のもとで、中国本土では合法だった。しかし、2004年5月1日に発効した中華人民共和国の道路交通安全法が施行され、これは違法になった。
インドは左側通行であり、赤信号での左折は一般的に禁止されている。しかし、赤信号での左折を許可している都市もある。明示的な緑または橙色の左折点滅信号の場合には、赤信号での左折が許可される。これは通常は、他の交通流の進入が許可されていないことを意味している。
日本は左側通行であり、赤信号での左折は禁止されている。ただし、赤信号と同時に緑の矢印信号が点灯している場合や、白地に青の矢印の左折可の標示板が表示されている場合には、赤信号であっても左折が許可されている。
韓国では、赤信号での右折は一般的に許可されている。しかし、特定の規制標識がある交差点では、青信号の場合もしくは青の矢印信号の時のみに右折が許可される。
マレーシアは左側通行であり、赤信号での左折は、サラワクでは1960年代から、プトラジャヤでは2000年代半ばからみられる。サラワクでは、英語、マレー語、中国語が道路標識に使用されており、英語では"Turn Left when Exit is Clear"と表記されていることがある。この慣行は全国的にあるわけではない。
フィリピンでは、禁止標識がなければ赤信号での右折は許可されている。ただし、多くの交差点で、左折用の個別信号がある場合や、交通島によって直進車線と分離された左折専用車線があり、前方優先道路標識が設置されている場合がある。また、赤信号での左折を許可する標識もある。運転者は、信号で一旦停止し、他の交通の流れを優先させなければならない。
台湾では、赤信号に緑の矢印信号が点灯している場合以外は、赤信号での右折は許可されていない。
タイは左側通行であり、禁止標識がなければ、赤信号での左折は許可されている。
サウジアラビアでは、赤信号での右折は許可されている。
レバノンでは、禁止標識もしくは禁止を示す赤色の矢印がなければ、赤信号での右折は許可されている。運転者は一時停止し、他の車および歩行者を優先させなければならない。

### アフリカ
モーリシャスは左側通行であり、許可する標識がなければ赤信号での右折は禁止されている。
南アフリカ共和国、ボツワナ、ジンバブエ、ザンビア、モザンビーク、アンゴラ、ナミビア、は左側通行であり、赤信号での右折は禁止されている。

### オセアニア
オーストラリアは左側通行であり、交差点に許可する標識がある場合のみ赤信号での左折が許可されている。許可されている交差点では、標識には、"赤信号では一旦停止したのち左折可"と表記されており、車両は一旦完全に停止したのち、他の交通の流れを優先して右折することが出来る。この標識は、ニューサウスウェールズ州、クイーンズランド州、サウスオーストラリア州、ノーザンテリトリー、オーストラリア首都特別地域の限定された場所にのみあり、他の州では禁止されている。ニューサウスウェールズ州では、赤信号での左折を許可するためには、歩行者の通行量、バス停の場所、交差点の形、交差点での車線変更量などの評価条件を満たさなければならない。
オーストラリアでは、赤信号での右折を、車両の排気ガス低減および時間節約の観点で支持する人々と、交通安全の観点で反対する人々の、双方の意見がある。
ニュージーランドは左側通行であり、緑色の矢印標識があり、点灯している場合を除き、赤信号での左折は許可されていない。交差点に交通島により分離している左折専用車線が存在する場合には、歩行者および右からの車両には道を譲らなければならないが、いつでも左折出来る。左折専用車線には、前方優先道路の標識があり、大都市の交通量の多い交差点では一般的である。
サモアは左側通行であり、赤信号での左折は許可されている。サモアはかつて右側通行であり、基本的には米領サモア時代の米国の規則に従っていた。この規則は、2009年9月7日に左側通行に切り替えられた後も維持されている。

### 一覧表
この表は、赤信号での右左折についての各国・地域の状況を示している。通常許可されている場合は、標識または赤い矢印で禁止されている場合がある。通常は許可されていない場合は、標識または矢印で許可されているか、交差点に優先道路標識よって制御される右左折専用車線がある場合がある。他の流れを優先させねばならない右左折可能の矢印と、優先右左折出来る保護された右左折は異なる。項目内の右折/左折は、右側通行道路の国・地域の場合を示しており、括弧内の左折/右折が左側通行の国・地域の場合を示している。
| 国・地域         | 右折(左折)                                     | 一方通行道路から一方通行道路への左折(右折) | 双方向通行道路から一方通行道路への左折(右折) | 備考                                                                                             |
| ---------------- | ---------------------------------------------- | ------------------------------------------ | -------------------------------------------- | ------------------------------------------------------------------------------------------------ |
| 北米・中米       |                                                |                                            |                                              |                                                                                                  |
| カナダ           | 可(モントリオール島を除く)                     | 可(地域による)                             | ブリティッシュコロンビア州のみ可             | #北米参照                                                                                        |
| アメリカ合衆国   | 可(ほとんどの地域)                             | 可(38州)                                   | 可(5州)                                      | #北米参照                                                                                        |
| メキシコ         | 可(メキシコシティを除く)                       | 不可                                       | 不可                                         |                                                                                                  |
| コスタリカ       | 可                                             | 不可                                       | 不可                                         |                                                                                                  |
| ドミニカ共和国   | 可                                             | 不可                                       | 不可                                         | スクールバスと危険物搭載車両を除く                                                               |
| 南米             |                                                |                                            |                                              |                                                                                                  |
| アルゼンチン     | 不可                                           | 不可                                       | 不可                                         |                                                                                                  |
| ブラジル         | 不可(許可標識がある箇所のみ可)                 | 不可                                       | 不可                                         | 標識は2021年4月21日に発効                                                                        |
| チリ             | 不可(許可標識がある箇所のみ可)                 | 不可                                       | 不可                                         |                                                                                                  |
| コロンビア       | 可                                             | 不可                                       | 不可                                         |                                                                                                  |
| コスタリカ       | 可                                             | 不可                                       | 不可                                         |                                                                                                  |
| パラグアイ       | 可(地域による)                                 | 不可                                       | 不可                                         |                                                                                                  |
| ペルー           | 不可                                           | 不可                                       | 不可                                         |                                                                                                  |
| ウルグアイ       | 不可                                           | 不可                                       | 不可                                         |                                                                                                  |
| ヨーロッパ       |                                                |                                            |                                              |                                                                                                  |
| ベルギー         | 不可(許可標識がある箇所のみ可)                 | 不可                                       | 不可                                         | 大型車は赤信号での右折は許可されない場合あり、自転車の赤信号での右折を許可する標識あり           |
| ブルガリア       | 不可                                           | 不可                                       | 不可                                         |                                                                                                  |
| チェコ共和国     | 不可(許可標識がある箇所のみ可)                 | 不可                                       | 不可                                         |                                                                                                  |
| フランス         | 不可(許可標識がある箇所のみ可)                 | 不可                                       | 不可                                         | 自転車の赤信号での右折を許可する標識あり                                                         |
| ドイツ           | 不可(許可標識がある箇所のみ可)                 | 不可                                       | 不可                                         |                                                                                                  |
| アイスランド     | 不可(許可標識がある箇所のみ可)                 | 不可                                       | 不可                                         |                                                                                                  |
| アイルランド     | 不可                                           | 不可                                       | 不可                                         |                                                                                                  |
| リトアニア       | 不可(許可標識がある箇所のみ可)                 | 不可                                       | 不可                                         |                                                                                                  |
| ラトビア         | 不可(矢印表示が出ている場合のみ可)             | 不可(矢印表示が出ている場合のみ可)         | 不可(矢印表示が出ている場合のみ可)           |                                                                                                  |
| オランダ         | 不可(許可標識がある箇所のみ可)                 | 不可                                       | 不可                                         | 大型車は赤信号での右折は許可されない場合あり、自転車とモペッドの赤信号での右折を許可する標識あり |
| ポーランド       | 不可(矢印表示が出ている場合のみ可)             | 不可(矢印表示が出ている場合のみ可)         | 不可                                         |                                                                                                  |
| ルーマニア       | 不可(矢印表示が出ている場合のみ可)             | 不可(矢印表示が出ている場合のみ可)         | 不可                                         |                                                                                                  |
| ロシア           | 不可(許可標識もしくは矢印表示がある箇所のみ可) | 不可                                       | 不可                                         |                                                                                                  |
| スロバキア       | 不可(矢印表示が出ている場合のみ可)             | 不可                                       | 不可                                         |                                                                                                  |
| スロベニア       | 不可(許可標識がある箇所のみ可)                 | 不可                                       | 不可                                         |                                                                                                  |
| セルビア         | 不可(矢印表示が出ている場合のみ可)             | 不可                                       | 不可                                         |                                                                                                  |
| スペイン         | 不可(矢印表示が出ている場合のみ可)             | 不可                                       | 不可                                         |                                                                                                  |
| 英国             | 不可                                           | 不可                                       | 不可                                         |                                                                                                  |
| アジア           |                                                |                                            |                                              |                                                                                                  |
| 中国             | 可                                             | 不可                                       | 不可                                         |                                                                                                  |
| 香港             | 不可                                           | 不可                                       | 不可                                         |                                                                                                  |
| 韓国             | 可                                             | 不可                                       | 不可                                         |                                                                                                  |
| インド           | 可(地域による)                                 | 不可                                       | 不可                                         |                                                                                                  |
| 日本             | 不可(許可標識がある箇所のみ可)                 | 不可                                       | 不可                                         |                                                                                                  |
| レバノン         | 可                                             | 不可                                       | 不可                                         |                                                                                                  |
| マレーシア       | 不可(許可標識がある箇所のみ可)                 | 不可                                       | 不可                                         | 許可標識は、サラワクとプトラジャヤのみあり                                                       |
| フィリピン       | 可                                             | 不可                                       | 不可                                         |                                                                                                  |
| サウジアラビア   | 可                                             | 不可                                       | 不可                                         |                                                                                                  |
| シンガポール     | 不可(許可標識がある箇所のみ可)                 | 不可(許可標識がある箇所のみ可)             | 不可                                         |                                                                                                  |
| 台湾             | 不可                                           | 不可                                       | 不可                                         |                                                                                                  |
| タイ             | 可                                             | 不可                                       | 不可                                         |                                                                                                  |
| アフリカ         |                                                |                                            |                                              |                                                                                                  |
| アンゴラ         | 不可                                           | 不可                                       | 不可                                         |                                                                                                  |
| ボツワナ         | 不可                                           | 不可                                       | 不可                                         |                                                                                                  |
| モーリシャス     | 不可(許可標識がある箇所のみ可)                 | 不可                                       | 不可                                         |                                                                                                  |
| モザンビーク     | 不可                                           | 不可                                       | 不可                                         |                                                                                                  |
| 南アフリカ共和国 | 不可                                           | 不可                                       | 不可                                         |                                                                                                  |
| ザンビア         | 不可                                           | 不可                                       | 不可                                         |                                                                                                  |
| ジンバブエ       | 不可                                           | 不可                                       | 不可                                         |                                                                                                  |
| オセアニア       |                                                |                                            |                                              |                                                                                                  |
| オーストラリア   | 不可(許可標識がある箇所のみ可)                 | 不可                                       | 不可                                         |                                                                                                  |
| ニュージーランド | 不可                                           | 不可                                       | 不可                                         |                                                                                                  |
| サモア           | 可                                             | 不可                                       | 不可                                         |                                                                                                  |

## 歩行者と自転車の安全
1981年の米国運輸省の調査によると、"Western RTOR"の採用後、車両が右折しているときに自動車が自転車や歩行者と衝突する頻度が大幅に増加した。この調査によると、推定事故率は、歩行者の事故では43％から107％へ、自転車の事故では72％から123％に増加した。1984年の調査によると、赤信号での右折が許可された場合、交差点での右折に関して、対車両事故は約23％、対歩行者事故は約60％、対自転車事故は約100％、それぞれ増加する、ということである。1993年の研究でも、赤信号での右折は歩行者および自転車との衝突事故をそれぞれ44％と59％増加させたと結論付けている。